# Al Shux
Alexander Shuckburg, conhecido artisticamente como Al Shux, é um produtor musical e compositor inglês, conhecido por trabalhar com Jay Z, Alicia Keys, Snoop Dogg, Nas, Kendrick Lamar, Plan B, Tinie Tempah e Lana Del Rey. Como reconhecimento, foi nomeado ao Óscar 2019, Prémios Globo de Ouro de 2019 e Critics' Choice Movie Awards de 2019 na categoria de Melhor Canção Original por "All the Stars".